# Делонг, Мэлон
Мэлон Делонг (англ. Mahlon R. DeLong; род. 1938, США) — американский невролог.
Член Американской академии искусств и наук (2009), профессор Emory University School of Medicine.
Известность ему принес способ борьбы с болезнью Паркинсона путем разрушения (абляции) субталамического ядра.
Премии
- Премия за прорыв в области медицины (2014) [1]
- Премия Ласкера (2014) [2]